# Walter Serno
Walter Serno, född 24 oktober 1902 Britz, var en tysk SS-Sturmscharführer och som Kriminalsekretär chef för den politiska avdelningen (Lager-Gestapo) i koncentrationslägret Buchenwald från 1942 till 1945.

## Biografi
Mellan 1924 och 1936 var Serno verksam vid Preussens Schutzpolizei. Därefter tjänstgjorde han vid det preussiska krigsministeriet och kom senare till Gestapa (Geheime Staatspolizeiamt) i Berlin. I början av april 1940 anställdes han vid Gestapo i Weimar och kom två år senare till det närbelägna koncentrationslägret Buchenwald. I lägret blev han chef för den politiska avdelningen, benämnd Lager-Gestapo. Han misshandlade polska och ryska interner med en järnlinjal.
Den 29 mars 1943 uteslöts Serno ur SS på grund av "ovärdigt beteende". Han försvann den 1 maj 1945.